# 리카르도 로드리게스 (야구 선수)
리카르도 안토니오 로드리게스(Ricardo Antonio Rodríguez 1978년 5월 21일 ~ )은 도미니카 공화국의 야구 선수이자, KBO 리그 KIA 타이거즈의 외국인 선수였다.
전 MLB 클리블랜드 인디언스, 텍사스 레인저스의 선수이다. 2010년 1월 21일 KIA 타이거즈와 계약을 체결했으나, 팔꿈치 부상이 발견되어 3월 19일에 퇴출이 결정되었다. KBO 반도핑위원회에서 외국인 선수를 대상으로 실시한 도핑 테스트 결과에서 양성 판정을 받았다.